# حارسة (مرشدة)

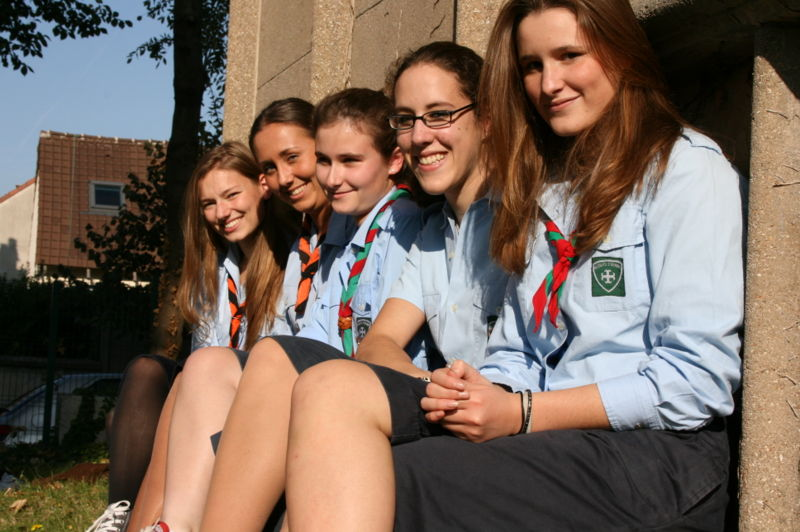

حارسة مرشدات أو حارسة هي عضو في قسم من بعض المنظمات التوجيهية الذين تتراوح أعمارهم بين 14 و25. حدود السن بالضبط تختلف قليلا في كل منظمة. وهو ما يعادل وتركز على جوالة الإناث .

## روابط خارجية
- "About the Senior Section". Girlguiding UK. مؤرشف من الأصل في 2006-12-17. اطلع عليه بتاريخ 2006-12-06.
- "About Us". مؤرشف من الأصل في 2008-08-28. اطلع عليه بتاريخ 2006-12-07.
- "What Do Senior Section Do?". Girlguiding UK. مؤرشف من الأصل في 2007-01-05. اطلع عليه بتاريخ 2006-12-07.
- Kerr، Rose (1976). Story of the Girl Guides 1908-1938. Great Britain: Girlguiding UK.